# Ángeles (película)
Ángeles es una película de Argentina filmada en colores dirigida por Raúl Perrone sobre su propio guion escrito en colaboración con el guion de Roberto Barandalla que se estrenó el 3 de diciembre de 1992 y que tuvo como actores principales a  Carlos Briolotti, Horacio Graniero y Raúl Perrone.

## Sinopsis
Un viaje de tres amigos a San Bernardo.

## Reparto
- Carlos Briolotti
- Horacio Graniero
- Raúl Perrone

## Comentarios
El director es un caricaturista vinculado desde la década de 1970 a los hacedores del rock`n`roll argentino cuya vasta obra cinematográfica en Super 8 y en video, refleja las inquietudes de los jóvenes frente a una sociedad que generalmente no la comprende y lo que es peor, le da la espalda.
En un reportaje enumeró las pautas de su trabajo cinematográfico:
1. - Filmar con una sola cámara
2. - Cagarse en el formato: si lo que tenés para decir no se sostiene en VHS, tampoco se va a sostener en Beta, en S 8, en 16 ni en 35 mm
3. - Utilizar muchos exteriores, para no discutir con el director de fotografía (y además para ahorrar luz)
4. - Utilizar sonido directo. Si es muy bueno, ensuciarlo
5. - Tirar una sola toma. En caso extremo, dos
6. - Trabajar con actores y actrices creíbles, con músicos de rock y siempre con cuatro o cinco vecinos
7. - El equipo técnico no debe superar las 10 personas
8. - El rodaje durará como máximo, 8 días
9. - Grabar la música en un porta-estudio. Si pasa algún auto o ladra algún perro, mejor
10. - Pase lo que pase, terminar la película.[1]